# 広島県立大和高等学校
広島県立大和高等学校（ひろしまけんりつ だいわこうとうがっこう）は、広島県三原市にかつてあった県立の高等学校。

## 沿革

### 広島県本郷高等学校豊田分校
- 1948年5月3日 広島県豊田高等学校（定時制課程）設置。
- 1949年4月30日 高等学校再編成により広島県豊田高等学校廃止。広島県本郷高等学校豊田分校と改称。
- 1962年4月1日 広島県本郷高等学校豊田分校より広島県世羅高等学校豊田分校に所属変更。
- 1963年3月31日 分校統合のため豊田分校廃止。

### 広島県世羅高等学校神田分校
- 1948年7月6日 広島県世羅高等学校神田分校（定時制課程）設置。
- 1949年4月30日 広島県高等学校再編成により、広島県立世羅中学校、広島県甲山高等女学校を統合し、統合された世羅高等学校神田分校となる。

### 広島県立世羅高等学校大和分校
- 1963年4月1日 - 広島県世羅高等学校豊田分校と広島県世羅高等学校神田分校を統合し、広島県世羅高等学校大和分校（定時制課程）とする。旧豊田分校・神田分校の校舎を、それぞれ名称を豊田分教場・神田分教場とする。
- 1963年9月1日 - 大和分校豊田分教場を大和町立豊北中学校旧校舎に移転。
- 1964年4月1日 - 広島県世羅高等学校大和分校の両分教場を現在置に新築した校舎に統合。
- 1965年4月1日 - 定時制課程の募集を停止。全日制課程を設置。同時に第2学年生徒を定時制課程より全日制課程に転籍。
- 1968年10月1日 - 広島県立世羅高等学校大和分校と名称変更。
- 1981年3月31日 - 独立本校化に伴い大和分校廃止。

### 広島県立大和高等学校
- 1981年4月1日 - 広島県立大和高等学校として独立する。
- 2009年8月　　- 次年度以降の募集停止が決定
- 2012年3月31日- 閉校。広島県立世羅高等学校へ統合。

## 設置学科
- 全日制課程 普通科

## 出身有名人
- 日向ひまわり（講談師・山陽、1994年（平成6年）入門→5代目柳亭痴楽、2001年（平成13年）入門、落語芸術協会所属）